# رايلي سميث
رايلي سميث (بالإنجليزية: Riley Smith)‏ هو عارض وممثل أمريكي، ولد في 12 أبريل 1978 بسيدار رابيدز في الولايات المتحدة. من الجوائز التي نالها CAMIE Awards ‏.

## أعمال

### مسلسلات
- ميامي

## جوائز
- CAMIE Awards [الإنجليزية]‏

## وصلات خارجية
- رايلي سميث على موقع IMDb (الإنجليزية)
- رايلي سميث على موقع ألو سيني (الفرنسية)
- رايلي سميث على موقع ميوزك برينز (الإنجليزية)
- رايلي سميث على موقع أول موفي (الإنجليزية)
- رايلي سميث على موقع قاعدة بيانات الأفلام السويدية (السويدية)
- رايلي سميث على موقع إن إن دي بي (الإنجليزية)
- رايلي سميث على موقع قاعدة بيانات الفيلم (الإنجليزية)
- رايلي سميث على موقع كينوبويسك (الروسية)